# Cattedrale greco-ortodossa di San Giorgio
La cattedrale greco-ortodossa di San Giorgio (in arabo كاتدرائية القديس جاورجيوس للروم الأرثودكس‎?) è una cattedrale ortodossa nella città di Beirut, in Libano.